# Емельяновка (Павлодарская область)
Емельяновка (каз. Емельяновка) — упразднённое село в Щербактинском районе Павлодарской области Казахстана. Входило в состав Орловского сельского округа. Ликвидировано в ? г.

## История
Село Светловка основано в 1912 г. украинскими крестьянами в урочище Сарымбет Орловской волости.